# Ska-P
Ska-P is een Spaanse ska-punkband. De groep heeft uitgesproken linkse, soms anarchistische, standpunten, waardoor ze vooral in deze kringen een grote populariteit geniet. Met name het nummer "Cannabis" is bekend onder linksdenkende Europese jongeren.
De naam wordt uitgesproken als 'eska-peh' en verwijst naar het Spaanse woord voor ontsnapping, en naar de combinatie van ska en Punk, oftewel ska-punk.

## Geschiedenis
De band werd in 1994 opgericht en werd in 2005 opgeheven, na een stemming waarin vier van de zes toenmalige bandleden aangaven zich liever met nevenprojecten bezig te houden. De groep ondernam een afscheidstournee maar kwam in 2008 weer bijeen. Dat jaar verscheen het album Lágrimas y gozos, daarna ging de band op tournee door Europa.
De band trad onder meer op op Eurockéennes in Frankrijk (2002), Pukkelpop in België (2003), Couleur Café in België (2004), het Hurricane Festival in Duitsland (2005 en 2009), het Southside Festival in Duitsland (2005 en 2009), Eurosonic in Nederland (2003), Lowlands in Nederland (2009), het Sziget-festival in Hongarije (2005, 2009, 2010, 2013 en 2014), het Peninsula Félsziget in Roemenië (2010) en Nova Rock in Oostenrijk (2019 en 2023), alsook in de Melkweg in Amsterdam (2009) en op Foro Sol in Mexico.

## Bandleden
De volgende personen maakten ooit voor korte of langere tijd deel uit van de band.
- Pulpul (Roberto Gañan Ojea) - gitaar en zang
- Joxemi (José Miguel Redin) - gitaar
- Julio (Julio César Sánchez) - basgitaar
- Kogote (Alberto Javier Amado) - keyboards en achtergrondzang
- Luismi (Luis Miguel García) - drums
- Pipi (Ricardo Degaldo de la Obra) - showman en achtergrondzang
- Pako (Francisco Javier Navío) - manager, voorheen drummer
- Toni (Toni Escobar) - gitaar en achtergrondzang
- Txikitin (Alberto Iriondo) - trompet
- Gari (Garikoitz Badiola Urkiza) - trombone

## Discografie
- Ska-P (1994)
- El vals del obrero (1996)
- Eurosis (1998)
- Planeta Eskoria (2000)
- ¡¡Que corra la voz!! (2002)
- Incontrolable (livealbum en dvd, 2004)
- Lágrimas y gozos (2008)
- 99% (2013)